# Psyche libanotica
Psyche libanotica är en fjärilsart som beskrevs av Hans Zerny 1933. Psyche libanotica ingår i släktet Psyche och familjen säckspinnare. Inga underarter finns listade.